# Gouverneurswahlen in den Vereinigten Staaten 1993

1993 wurde in New Jersey und Virginia gewählt. Beide Posten gingen an die Republikaner

Die Gouverneurswahlen in den Vereinigten Staaten 1993 fanden am 2. November 1993 statt. Gewählt wurde in den Bundesstaaten New Jersey und Virginia. In beiden Staaten gewannen die Kandidaten der Republikanischen Partei gegen die demokratischen Kandidaten.
In New Jersey setzte sich Christine Todd Whitman, 1990 bei der Wahl zum US-Senat dem Demokraten Bill Bradley unterlegen, sehr knapp mit 49,33 Prozent gegenüber dem demokratischen Amtsinhaber James Florio durch, der 48,29 Prozent der Wählerstimmen erhielt. Damit wurde sie die erste Gouverneurin in der Geschichte New Jerseys.
In Virginia konnte der amtierende demokratische Gouverneur Douglas Wilder nicht für eine weitere Amtsperiode kandidieren (sogenanntes term limit), sodass die Demokraten Mary Sue Terry als Kandidatin aufstellten, zuvor seit 1985 Attorney General des Staates. Sie verlor jedoch deutlich mit 40,91 Prozent der Stimmen gegenüber 58,29 Prozent für den republikanischen Kandidaten George Allen.